# Lynsey Sharp
Lynsey Sharp (* 11. Juli 1990 in Dumfries, Schottland) ist eine britische Mittelstreckenläuferin, die sich auf die 800-Meter-Distanz spezialisiert hat. Ihr bisher größter Erfolg ist der Gewinn der Goldmedaille bei den Europameisterschaften 2012 in Helsinki.

## Karriere
Lynsey Sharp gewann im 800-Meter-Lauf bei den U23-Europameisterschaften 2011 in Ostrava die Silbermedaille und ein Jahr später die Goldmedaille bei den Europameisterschaften 2012 in Helsinki. In beiden Wettbewerben rückte sie dabei durch die nachträgliche Disqualifikation von Jelena Arschakowa aus Russland, bei welcher überhöhte Hämoglobin-Werte festgestellt worden waren, jeweils um einen Platz nach vorne. Bei den Olympischen Spielen 2012 in London erreichte Lynsey Sharp das Halbfinale.
Im Jahr 2014 gewann sie für Schottland startend die Silbermedaille bei den Commonwealth Games in Glasgow. Einer weiteren Silbermedaille bei den Europameisterschaften in Zürich folgte ein fünfter Platz beim Leichtathletik-Continental-Cup in Marrakesch.
Bei den  Weltmeisterschaften 2015 in Peking schied sie im Halbfinale aus. Im folgenden Jahr erreichte sie den Endlauf bei den Olympischen Spielen 2016 in Rio de Janeiro und wurde beim Sieg der Südafrikanerin Caster Semenya Sechste in neuer persönlicher Bestzeit von 1:57,69 min.
Lynsey Sharp startet für den Edinburgh Athletic Club und wird seit 2014 vom US-Amerikaner Rana Reider betreut. Bei einer Körpergröße von 175 cm beträgt ihr Wettkampfgewicht 60 kg. Ihr Vater ist der ehemalige Sprinter Cameron Sharp, der 1982 bei den Europameisterschaften in Athen die Silbermedaille im 200-Meter-Lauf gewann.

## Persönliche Bestzeiten
- 800 m: 1:57,69 min, 20. August 2016, Rio de Janeiro
  - Halle: 2:00,30 min, 12. Februar 2016, Boston